# Siegel (Ostasien)
| Siegel                                  | Siegel                      |
| --------------------------------------- | --------------------------- |
|                                         |                             |
| Ein Zhuwen, der als Namensstempel dient |                             |
| Chinesische Bezeichnung                 |                             |
| Langzeichen                             | 印鑑 oder 印章              |
| Kurzzeichen                             | 印鉴 oder 印章              |
| Pinyin (Mandarin)                       | yìnjiàn oder yìnzhāng       |
| Jyutping (Kantonesisch)                 | jan3 gaam3 oder jan3 zoeng1 |
| Japanische Bezeichnung                  |                             |
| Kanji                                   | 判子                        |
| Rōmaji                                  | hanko                       |
| Koreanische Bezeichnung                 |                             |
| Hangeul                                 | 인장                        |
| Hanja                                   | 印章                        |
| Revidierte Romanisierung                | injang                      |
| Vietnamesische Bezeichnung              |                             |
| Quốc Ngữ                                | ấn chương                   |
| Hán tự                                  | 印章                        |

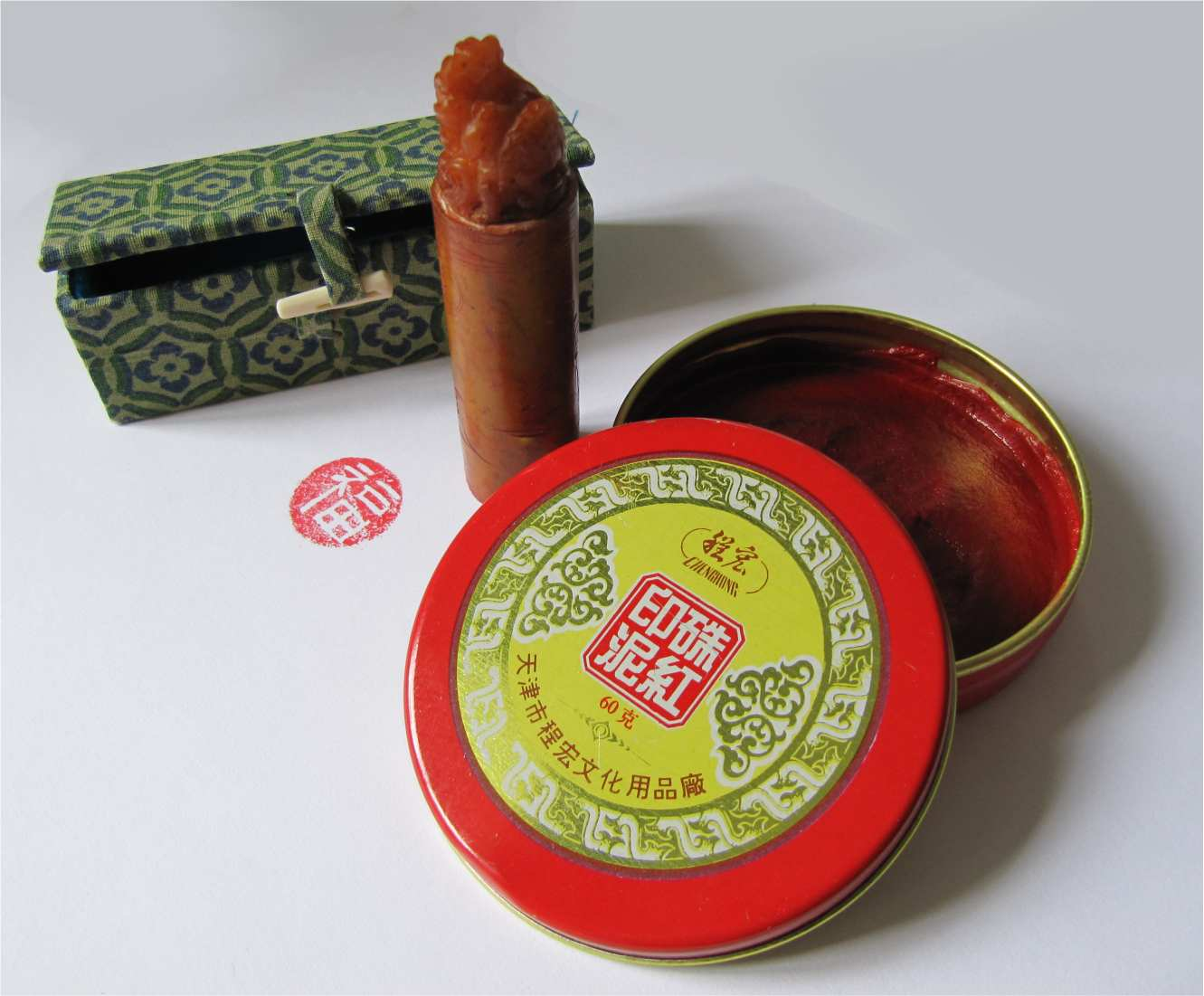
Ein Baiwen aus China aus Speckstein mit traditionellen Drachendarstellungen, Stempelmasse in Blechdose

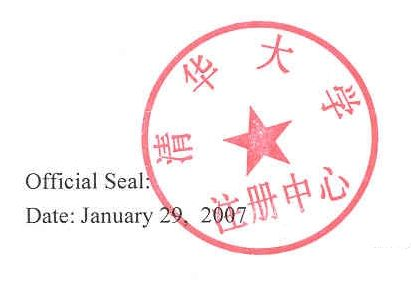
Siegel der Tsinghua-Universität, VR China (2007)

Als Siegel werden in Ostasien sowohl Stempel zur standardisierten Hinterlassung des Namens als auch der Stempelabdruck bezeichnet. Siegel der chinesischen Kaiser werden meist xǐ 璽/玺 genannt.
Die Stempel werden je nach Gebrauch in drei Gruppen unterteilt: Namenssiegel (meist quadratisch), Signatursiegel (freie Formen) und Studiostempel (rechteckig), die hauptsächlich im alten China verwendet wurden. Der Abdruck von umrandeten Schriftzeichen als Siegel wird als Kartusche bezeichnet.

## Funktion des Siegels
Siegel haben in Ostasien einen hohen Stellenwert. Einerseits werden sie in der chinesischen Malerei und Kalligrafie als Signatur verwendet, andererseits sind sie ein Mittel der Legitimation, das einer Unterschrift entspricht.
In Japan, Südkorea, teilweise in Hongkong und der Republik China (Taiwan) können noch heute mit solchen Namensstempeln, japanisch Inkan oder Hanko, auf der Post, auf der Bank oder bei Behörden Geschäfte oder ähnliches abgewickelt werden. Der Abdruck des Namensstempels muss für bestimmte Rechtsgeschäfte beim Einwohnermeldeamt eingetragen sein. Eine Gesellschaft muss ihren Stempel bei Gericht registrieren lassen. Die Stempel werden von eigenen Stempelschneidern hergestellt. Sogar Stempel, die mit demselben Namen versehen und von demselben Stempelschneider geschnitten wurden, sind nicht identisch. Zur Kontrolle der Echtheit eines Stempels faltet ein Büroangestellter den Abdruck in der Mitte, zumeist diagonal, und legt ihn dann auf den Abdruck, der in der Kartei abgelegt ist. Die beiden Hälften müssen dann kongruent sein.
Da der Besitzer oder eine Amtsperson mit einem Stempel Unterschriften leisten kann, muss er gegen Diebstahl besonders geschützt werden.
In der Volksrepublik China haben die Namensstempel diese Funktion verloren. Chinesische Behörden und Unternehmen verwenden heute meist kreisförmige Stempel; behördliche Stempel haben in der Regel einen fünfzackigen Stern in der Mitte. Der Name der Behörde oder des Unternehmens ist meistens am Rand im Halbkreis angeordnet.

## Geschichte
Nachweislich wurden Siegel in China zum ersten Mal im Jahr 1324 v. Chr. verwendet. Doch so richtig durchsetzen konnte sich das Siegel erst während der Zhou-Dynastie (1122 bis 256 v. Chr.).
Damals diente er nicht zum Unterschreiben als Identitätsnachweis, sondern als Autorisierungsnachweis, zum Zeichen des Ranges oder des Amtes oder einfach aus Prestigegründen mit sich getragen, oftmals im Gürtel. Das Siegel stand nicht so sehr für die Person, sondern in erster Linie für die Stellung, die sie bekleidete. Setzte sich eine Amtsperson zur Ruhe oder starb sie, ging das Siegel – und so ist es auch heute oft – an den Nachfolger über. Wenn ein Adliger um eine Audienz beim Kaiser bat, zeigte er gewöhnlich seinen Stempel aus Jade, um seine Identität nachzuweisen.
Beim Sturz einer Dynastie war der Übergang zur nächsten Dynastie erst dann legitimiert, wenn der Nachfolger das Reichssiegel des vorherigen Kaisers in seinen Händen hielt. Zwei speziell dafür ernannte Mandarine waren nötig, um ein 玺, ein Siegel des Kaisers, präzise aufzusetzen, denn die quadratischen Siegel hatten eine Kantenlänge von 15 bis 30 Zentimeter und bestanden aus Sandelholz oder Bronze. Teilweise waren sie sogar vergoldet.
Mit der Erfindung des Papiers ersetzte der Namensstempel nach und nach die Unterschrift. Auch die Durchschnittsbürger bedienten sich immer häufiger eines Siegels. Heute besitzt jeder ein Siegel, selbst Ausländer, und jede Transaktion, die eine Unterschrift erfordert, kann nur abgeschlossen werden, wenn das Siegel eingesetzt wird. Offiziell kann man zwar auch von Hand unterzeichnen, aber für die meisten Leute wird eine Sache erst durch das Siegel rechtskräftig. Das Siegel hat sich mittlerweile in weiten Teilen Ostasiens eingebürgert, so auch in Japan und Korea.

## Form und Material
Ein Siegel kann quadratisch, rechteckig, oval oder rund sein, aber es existieren noch viele andere Variationen. Seine Größe variiert zwischen 3 Millimeter und 15 Zentimeter. Je nach Verwendungszweck sowie nach Wunsch und Größe des Geldbeutels der zukünftigen Besitzer kommen verschiedene Materialien wie beispielsweise Jade, Speckstein, Horn, Bambus, Kupfer, Holz, Kunststoff oder auch (illegales) Elfenbein zum Einsatz, aus denen die Siegel geschnitzt werden.
Wird ein Stempel nur selten und für weniger wichtige Transaktionen gebraucht, ist Holz oder Kunststoff meist ausreichend. Wenn der Besitzer aber seinen Namensstempel ein Leben lang benutzen möchte, wählt er wahrscheinlich ein wertvolleres und hübscheres Material aus.
Die meisten Siegel sind einfach ein Stück Material, auf dessen flacher Unterseite der Name in stilisierten chinesischen Buchstaben angebracht ist. Eine Schnitzarbeit am Griff oder an der Oberseite des Stempels macht ihn noch schöner und wertvoller. Manche Siegel sind regelrechte Kunstwerke.

## Arten der Siegel
Man unterscheidet drei Typen von Stempeln, abhängig davon, wie die Zeichen in die Stempelfläche eingeschnitten sind und wie deren Abdruck aussieht:

### Zhuwen (Yang)
Beim Zhuwen-Stempel (朱文 für „rotes Schriftzeichen“) wurde der Freiraum um die Schriftzeichen oder Symbole weggeschnitten, während sie selbst dadurch erhaben bleiben. Aufgrund der Art der Herstellung eines Zhuwen-Stempels hat sein Stempelabdruck einen typischerweise unregelmäßigen, manchmal unterbrochenen Abdruck. Beim Abdruck erscheinen die Zeichen rot auf dem Untergrund, sofern eine traditionelle rote Stempelmasse verwendet wird. Dies wird auch als Yang-Siegel bezeichnet.

### Baiwen (Yin)
Bei der Herstellung eines Baiwen-Stempels (白文 für „weißes Schriftzeichen“) werden die Schriftzeichen oder Symbole in die Stempelplatte eingeschnitten. Diese ergeben einen Abdruck in weiß auf rot gefärbtem Grund, sofern auf weißes Papier gestempelt wird. Baiwen-Stempel stehen für das „Yin“ des Yin-Yang und werden darum auch als Yin-Siegel bezeichnet.

### Zhubaiwen Xiangjianyin
Ein Zhubaiwen Xiangjianyin-Siegel (朱白文相間印 für „Siegel mit roten und weißen Schriftzeichen“) ist eine Kombination aus Zhuwen und Baiwen. Es ergibt als Druckbild sowohl rote als auch weiße Zeichen.